# New York City Ballet
Le New York City Ballet, ou plus simplement le City Ballet, est une compagnie de danse classique et moderne fondée en 1946 à New York par le chorégraphe George Balanchine et Lincoln Kirstein sous le nom de The Ballet Society. Elle adopte son nom définitif lorsqu'elle devient compagnie résidente du New York City Center for Music and Drama en 1948.
Disposant du plus vaste répertoire pour une compagnie de ballet américaine, elle connaît un succès ininterrompu depuis sa création, prolongé après la mort de Balanchine en 1983. Elle propose une soixantaine de chorégraphies différentes aux États-Unis chaque année, et se produit également dans le monde entier.
La School of American Ballet est l'école de danse rattachée à la compagnie, également fondée par George Balanchine et Lincoln Kirstein dès 1934. Installée au Lincoln Center et accueillant environ 800 élèves chaque année, elle est la plus importante école de danse des États-Unis et forme 90% des danseurs de la compagnie.

## Histoire

### Origines
Lincoln Kirstein, une personnalité influente dans le domaine des arts à New York, invite le danseur et chorégraphe russe George Balanchine à le rejoindre aux États-Unis en 1933 pour y créer une école de danse. La School of American Ballet nait en 1934, dans le but de former des danseurs classiques d'un niveau encore inconnu aux Etats-Unis. Balanchine et Kirstein, s'appuyant sur ces danseurs, créent une première compagnie professionnelle, l'American Ballet (en) en 1935, mais elle peine à se développer par manque de financement. Elle est dissoute après une tournée en Amérique du Sud en 1941. 

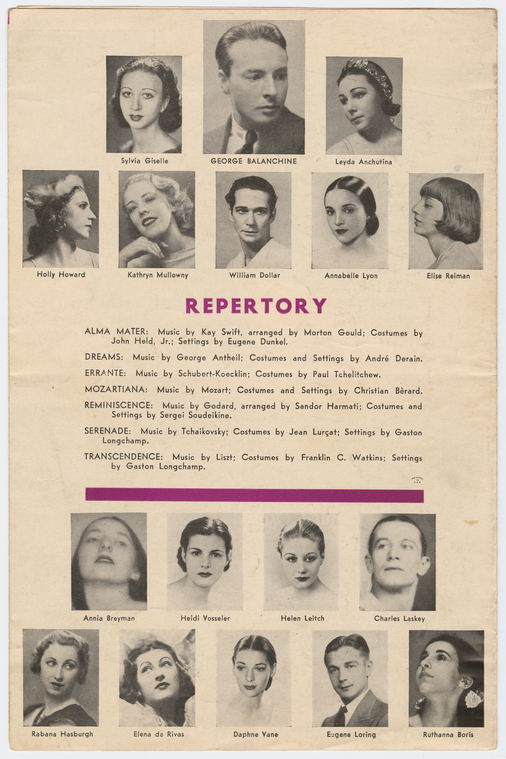
Flyer de l'American Ballet (1941).

Un nouvel élan est donné au projet d'une compagnie professionnelle après la Deuxième Guerre mondiale qui avait mis un frein aux activités de Balanchine et Kirstein. Leur association est le projet le plus important de la vie de ce dernier. Il écrit ainsi dans une lettre en 1946 lors de la création de la compagnie : « je n'ai pas d'autre justification que permettre à Balanchine de faire ce qu'il veut, comme il le veut ».

### L'époque Balanchine
Initialement créée en 1946  sous le nom de The Ballet Society (en), la compagnie prend en 1948 le nom de New York City Ballet (NYCB) lorsqu'elle devient résidente au New York City Center, à l'époque le City Center of Music and Drama.
Le New York City Ballet connaît son premier succès marquant en 1949 avec le ballet Firebird, une reprise de celui créé par Igor Stravinsky et Michel Fokine en 1910, et réalise se première tournée internationale l'année suivante. Balanchine s'épanouit au New York City Center. Il y crée 47 ballets en une quinzaine d'années, dont plusieurs demeurent des classiques du répertoire de la compagnie, parmi lesquels Orpheus, La Valse, Symphony in C, Casse-noisette (rejoué chaque année depuis sa création en 1954 à la période de Noel), Agon, A Midsummer night's Dream. En 1957, le pas de deux d'Agon, qui associe pour la première fois un danseur noir (Arthur Mitchell)  et une ballerine blanche (Diana Adams), fait scandale.

Balanchine a pour adjoint Jerome Robbins de 1948 à 1958, ce dernier réintégrant ensuite le New York City Ballet en 1969 après avoir créé sa propre compagnie et produit des spectacles à Broadway. Forte de son succès, la compagnie s'installe au David H. Koch Theater, créé en 1964 sous le nom de New York State Theater. Le bâtiment est conçu par l'architecte Philiip Johnson selon des spécifications, entre autres conseils, de Balanchine pour la scène et l'auditorium. Ce nouvel espace rend possible les créations spectaculaires des années 1960 et 1970 comme Jewels, Don Quixote, Union Jack, Vienna Waltzes.

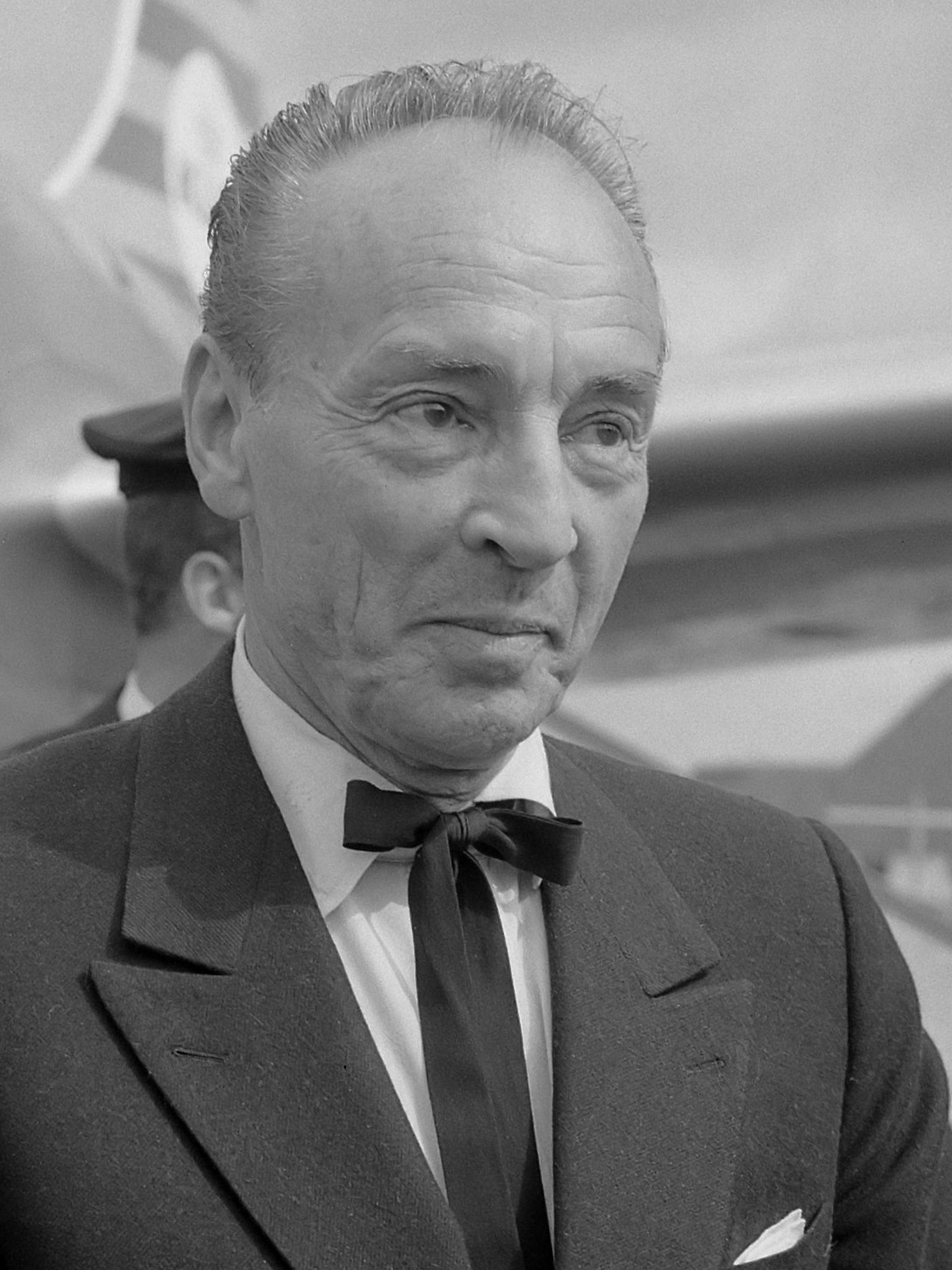
George Balanchine en 1965.

Le City Ballet est la première compagnie de danse américaine à bénéficier de deux engagements permanents : en plus de celui du David H. Koch Theater de New York dès 1964, le second est celui du Saratoga Performing Arts Center (en) de Saratoga Springs, dans l'État de New York, à partir de 1966.

### Depuis 1983
À la mort de Balanchine en 1983, Jerome Robbins et Peter Martins (en) assurent conjointement la direction artistique du NYCB. Peter Martins assure ensuite seul cette fonction de 1989 à 2017. Ils perpétuent l'héritage de George Balanchine, programmant majoritairement ses chorégraphies, mais proposent également leurs propres créations et celles d'autres chorégraphes.
Peter Martins quitte la compagnie fin 2017 après qu'une enquête est lancée contre lui, pour des faits de harcèlement sexuel. Johnathan Stafford, un ancien danseur de la compagnie le remplace d'abord temporairement, puis est nommé officiellement au poste en 2019. L'enquête visant Peter Martins ne confirme finalement pas ces accusations.
Au printemps 2021, la compagnie donne une représentation virtuelle, filmée par la cinéaste américaine Sofia Coppola pour marquer la reprise de son activité après la crise provoquée par la pandémie de covid-19. La même année, Mira Nadon est la première danseuse d'origine asiatique à être nommée principal danser au NYCB, le premier danseur d'origine asiatique ainsi promu étant le japonais Gen Horiuchi  en 1989. En 1962 déjà, la compagnie avait innové en faisant d'Arthur Mitchell le premier afro-américain principal danser.
Le New York City Ballet dispose d'un des plus vastes répertoires au monde. Il réalise chaque année une soixantaine de ballets pour ses saisons d'automne, hiver et printemps à New York, et sa saison d'été à Saratoga Springs, et se produit dans le monde entier,. Il emploie environ environ 90 danseurs.

## Événements marquants
Au delà de la création de nombreux ballets importants dans l'histoire de la danse classique et moderne, le New York City Ballet organise des événements singuliers qui jalonnent son histoire.

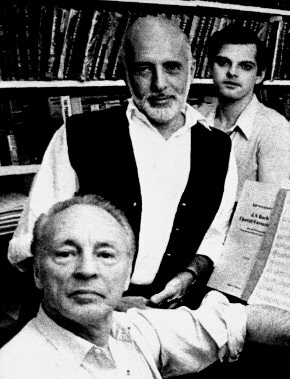
George Balanchine et Jerome Robbins.

### Salute to Italy (1960)
Ce programme thématique inclut les premières de  Monumentum pro-Gesualdo et des Variations Donizetti (en)  ainsi que des représentations de la Sonnambula, trois ballets de Balanchine, et de Con Amore de Lew Chrristensen. Il est rejoué en 1968.

### Festival Stravinsky (1972)
Pour rendre hommage à son ami Igor Stravinsky mort l'année précédente et qui est le compositeur de la musique d'une quarantaine de ballets qu'il a chorégraphiés, George Balanchine organise un festival exceptionnel d'une semaine. Trente ballets y sont joués une seule fois, dont vingt créations (parmi elles, neuf de Balanchine et cinq de Jerome Robbins), ainsi que quatre pièces musicales de Stravinsky. Selon le New York Times, cet événement unique dans l'histoire du ballet et gouffre financier pour la compagnie, est une déclaration d'amour de Balanchine pour Stravinsky,.

### Festival Ravel (1975)
Sur trois semaines, cet hommage à Maurice Ravel présente 14 ballets dont 13 créations pour le centenaire de sa naissance. Ces ballets sont des œuvres de George Balanchine, Jerome Robbins, Jacques d'Amboise et John Taras. Balanchine avait rencontré Maurice Ravel en 1925 à l'occasion d'une de ses toutes premières choréraphies.

### Festival Tchaikovski (1981)
Ce cycle d'une durée de deux semaines inclut douze créations, des reprises du répertoire de la compagnie ainsi que des œuvres du compositeur russe. Les décors conçus par les architectes Philip Johnson et John Burgee contribuent par leur aspect novateur au succès de ces représentations.

### American Music Festival (1988)

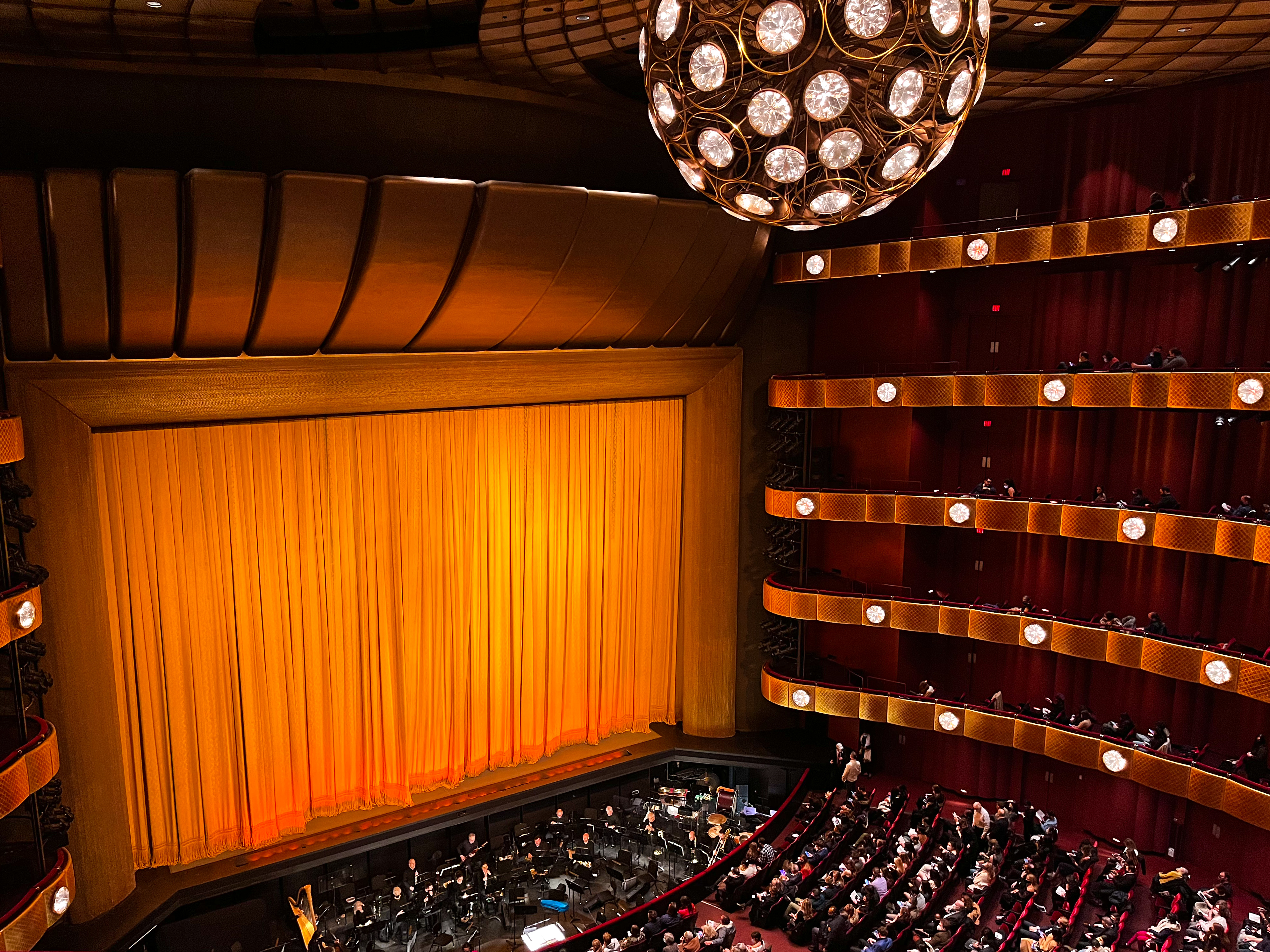
Intérieur du David H. Koch Theater (2022)

Organisé par Peter Martins, il comporte vingt créations sur des musiques de compositeurs américains. Marqué par l'inventivité des chorégraphes de ces ballets (certaines scènes ont lieu dans les ascenseurs du David H. Koch Theater), il mobilise également 10 artistes contemporains pour les décors. Un second American Music Festival a lieu en 2013 pour lui rendre hommage.

### Jerome Robbins celebration (2008)
Le New York City Ballet célèbre pendant trois mois l'un de ses plus importants directeurs artistiques pour les 10 ans de sa mort, avec une trentaine de reprises de ses chorégraphies dont certaines créées pour lui, comme Afternoon of a Faun en 1953,.

## Danseurs les plus célèbres
Suivant la conception de Balanchine qui affirmait que « l'art est la technique elle-même », le NYCB ne met pas en avant des prouesses techniques individuelles dans ses chorégraphies. Il compte néanmoins durant son histoire des danseurs très célèbres.

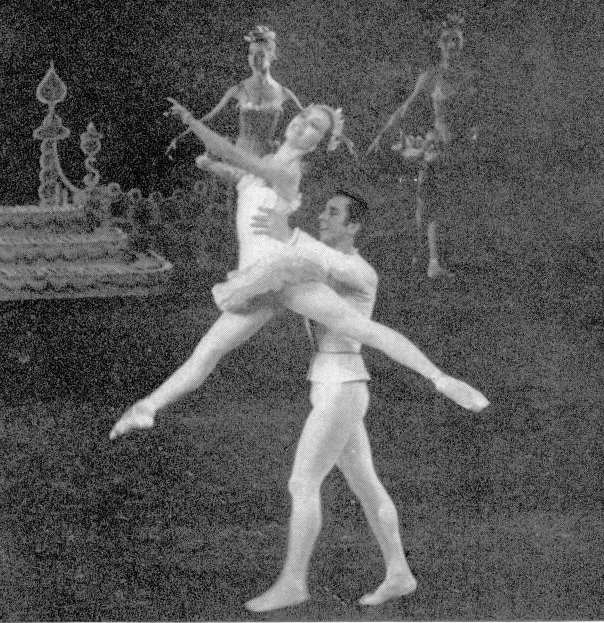
Maria Tallchief et Nicholas Magallanes dans Casse-Noisette en 1954.

- Diana Adams
- Mikhail Baryshnikov
- Peter Boal (en)
- Ashley Bouder
- Jacques d'Amboise
- Suzanne Farrell
- Melissa Hayden
- Sterling Hyltin (en)
- Allegra Kent (en)
- Gelsey Kirkland (en)
- Tanaquil Le Clercq
- Nicholas Magallanes
- Peter Martins (en)
- Patricia McBride
- Sarah Mearns (en)
- Benjamin Millepied
- Arthur Mitchell
- Francisco Moncion
- Tiler Peck (en)
- Teresa Reichlen (en)
- Suki Schorer
- Jock Soto (en)
- Maria Tallchief
- Helgi Tomasson
- Violette Verdy
- Edward Villella (en)
- Christopher Wheeldon
- Igor Zelenski

## Organisation
Compagnie privée, le New York City Ballet tire 95% de ses revenus de dons et de ses représentations, les subventions publiques représentant les 5% restants.

### Dirigeants
Lincoln Kirstein est le directeur général du New York City Ballet de sa création en 1946 jusqu'en 1989, permettant  son développement grâce à ses qualités d'organisation et sa capacité à récolter des fonds. Depuis 2009, la direction administrative est assurée par Katherine Brown. En 2021, Diana Taylor est la première femme à présider le conseil d'administration de la compagnie.
Depuis la création de la compagnie, la direction artistique a été assurée par : 
- George Balanchine de 1948 à 1983
- Jerome Robbins et Peter Martins de 1983 à 1989
- Peter Martins de 1989 à 2017
- Jonathan Stafford depuis 2018

### School of American Ballet
Elle est la plus importante école de danse des États-Unis,. Créée avant le NYCB, elle débute avec 32 élèves en 1934, et accueille 90 ans plus tard 800 élèves de 12 pays différents. Ses diplômés sont employés par une vingtaine de compagnies de danse aux États-Unis, et ses élèves jouent les rôles des enfants dans les ballets de la compagnie, 90% des danseurs de la compagnie y étant formés.

### New York City Ballet Orchestra
Le New York City Ballet dispose également de son propre orchestre comportant 62 membres permanents et 3 membres associés, ce qui lui permet de jouer quotidiennement. Leon Barzin en est le premier directeur musical, Robert Irving lui succédant à ce poste de 1963 à 1989. Avec Balanchine et Kirstein, il forme un véritable triumvirat à la tête du NYCB. Ensuite assurée par Gordon Boelzner, Andrea Quinn, et Fayçal Karoui, la direction de l'orchestre revient à Andrew Litton en 2015.
Le NYCB Orchestra joue également pour d'autres troupes de ballet se produisant au David H. Koch Theater. Ses musiciens mènent une longue grève en 2023 pour obtenir la revalorisation de leurs salaires, diminués lors de la pandémie de covid-19. Cette grève entraîne l'annulation d'une centaine de représentations et une perte de 55 millions de dollars pour la compagnie, et débouche sur un nouvel accord, sur la base d'une hausse de 22% des rémunérations des musiciens.